# Space Opera (альбом)
Space Opera (рус. Космическая опера) — второй сольный студийный альбом лидера французской электронной группы Space Дидье Маруани. Выпущен в 1987 году. Экземпляр этой пластинки был привезен советскими космонавтами на станцию «Мир» в 1988 году. Space Opera в настоящее время входит в дискографию и репертуар воссозданного Space.

## Об альбоме
На этом альбоме Маруани значительно отошёл от диско-корней своего творчества и приблизился к классическим образцам электронной музыки.
Изначально альбом планировался как серия альбомов, из-за чего на самых первых изданиях фигурировало название «Space opera — volume 1». Однако альбом нигде, кроме СССР, успеха не имел, после чего из последующих изданий Volume 1 был убран.

## Релиз фирмы «Мелодия»
В СССР «Космическая опера» вышла спустя 2 года, в 1989, после выхода оригинального релиза. Причём диск был одним из первых, где обложка Советского издания схожа с обложкой оригинального релиза. Список треков тот же самый, что и в оригинальном альбоме.

## Список композиций
1. Part 1 (4:38)
2. Part 2 (3:00)
3. Part 3 (3:51)
4. Part 4 (Save Our Soul) (4:43)
5. Part 5 (3:37)
6. Part 6 (4:27)
7. Part 7 (4:07)
8. Part 8 (5:11)

## Участники записи
- Дидье Маруани — синтезатор, вокодер, гитара
- Хор Советской Армии
- Хор Гарвардского университета